# ليف هيرمانسن
ليف هيرمانسن (بالدنماركية: Leif Hermansen)‏ هو مجدف دنماركي، ولد في 2 نوفمبر 1925 في Kregme Parish ‏ في الدنمارك.

## وصلات خارجية
- ليف هيرمانسن على موقع الاتحاد الدولي للتجديف (الإنجليزية)
- ليف هيرمانسن على موقع أوليمبيديا (الإنجليزية)